# Втрати 40-го окремого мотопіхотного батальйону
У статті описано деталі загибелі бійців 40-го окремого мотопіхотного батальйону «Кривбас».

## Іловайськ
Серед полеглих:
- старший лейтенант Долгов Ігор Олександрович
- старший лейтенант Лихогруд Андрій Григорович
- молодший сержант Гажур Олександр Анатолійович
- молодший сержант Толкачов Віталій Михайлович
- старший солдат Мельник Валерій Ігорович
- старший солдат Павлюк Олег В'ячеславович; 13 лютого 2015
- солдат Алексеєнко Вадим Миколайович
- солдат Бондарчук Олег Вікторович
- солдат Карпенко Геннадій Григорович
- солдат Конопацький Сергій Васильович
- солдат Куліченко Володимир Миколайович
- солдат Нечепуренко Костянтин Володимирович
- солдат Остроушко Денис Валерійович
- солдат Русін Андрій Миколайович
- солдат Семеніщенков Олександр Андрійович
- солдат Тітенко Володимир Олегович
- солдат Тороповський Георгій Валерійович, 17 вересня 2014
- солдат Троценко Максим Миколайович

### Зниклі та в полоні
Згідно інформації ГО «Офіцерський корпус» станом на кінець вересня із особового складу 40-го БТрО:
Зниклі
- Буків Анатолій Миколайович
- Джадан Іван Миколайович
- Железняк Михайло Михайлович
- Заїка Вадим Сергійович
- Карпенко Генадій Григор'євич
- Козаченко Денис Юрієвич
- Куліченко Володимир Миколайович
- Кучер Олексій Володимирович
- Мищишин Віталій Анатолійович
- Нечепуренко Костянтин Володимирович
- Пасько Олександр Васильович
- Свірський Володимир Сергійович
- Симонов Олександр Сергійович
- Тимошенко Роман Ігорович
- Тітенко Володимир Олегович
- Тищенко Вадим Іванович
- Троценко Максим
- Хоменко Кирило Олегович
- Шиян Андрій Вікторович

Полонені
- Автандилов Олег Юрійович
- Андрушко Олексій Олександрович
- Беленко Віталій
- Береза Роман Віталійович
- Бондарчук Олег Вікторович
- Дейнека Олександр Сергійович
- Долгов Ігор Олександрович
- Доценко Віталій Вікторович
- Драч Андрій Сергійович
- Золотаренко Руслан Георгійович
- Карпов Олег Григорович
- Ковальов Михайло Андрійович
- Маркін Андрій Вікторович
- Носаль Олександр Іванович
- Прокоп'єв Євген Вікторович — загинув 29 серпня під Новокатеринівкою
- Прохоренко Олександр Вікторович
- Сугак Руслан Іванович
- Тимошенко Андрій Миколайович
- Тодосіенко Володимир Павлович

## Дебальцеве
Серед полеглих —
- Сергій Федорченко, старший солдат, 12 лютого,
- Сергій Іволга,
- Денис Каморников,
- Павлюк Олег В'ячеславович[2], старший солдат, 13 лютого
- Руслан Голік, 13 лютого;[3]
- Микола Рясков, 13 лютого;
- Олександр Вакуленко, майор,
- Анатолій Карайбіда, солдат, 15 лютого;
- Ігор Щербина, полковник, 16 лютого,
- Олег Жук, старший солдат,
- Роман Павленко, солдат,
- Олександр Яцьков, молодший сержант, 17 лютого,
- Денис Козаченко, молодший сержант, 18 лютого